# Frare de Manus
El frare de Manus (Philemon albitorques) és un ocell de la família dels melifàgids (Meliphagidae).

## Hàbitat i distribució
Habita boscos de l'illa de Manus a l'arxipèlag de Bismarck.